# Château de Saint-Pol
Le château de Saint-Pol est un château situé en France sur la commune de Saint-Martin-Valmeroux, en région Auvergne-Rhône-Alpes.

## Historique
Le fief est connu depuis la fin du XIVe siècle. En 1794, le château a été vendu comme bien national, après avoir été confisqué en tant que propriété d’émigré pendant la Révolution française.

### Protection
Les façades et les toitures du château sont inscrites au titre des monuments historiques par arrêté du 18 février 1971.

## Description
Le château comprend un logis rectangulaire et une tour du XVe – XVIe siècle avec chemin de ronde, créneaux et tourelle d’escalier ; baies remaniées au XIXe siècle.